# Ключ 205
Ключ 205 (трад. 黽, упр. 黾) — ключ Канси со значением «лягушка»; один из четырёх, состоящих из тринадцати штрихов.
В словаре Канси есть 40 символов (из 49 030), которые можно найти c этим радикалом.

## История
Иероглиф «лягушка, жаба» произошел от древнего рисунка, на котором была изображена голова и туловище лягушки.
Кроме этих значений иероглиф используется в качестве глагола «стараться, напрягаться».
Из-за сложности его начертания на письме применяют сокращенную форму 黾.
В качестве ключевого знака иероглиф используется редко.
В словарях находится под номером 205

## Древние идеограммы

Вид в малой печати Чжуаньшу

## Значение
1. Все виды лягушек, жаб и тд.
2. Стараться, напрягаться.
3. Трудолюбие, поощрение.

## Варианты прочтения
- кит. трад. 黽, упр. 黾, пиньинь mǐn, минь.
- яп. 黽足, べんあし, benashi, бэнаси;
- яп. つとめる, tsutomeru, цутомэру;
- яп. ベン, ben, бэн;
- яп. ボー, bō, бо:;
- кор. 맹꽁이 maengkkongi, мэнкконъи?, 맹 maeng, мэн?.

## Варианты написания
| Словарь Канси | Упрощенный вариант |
| ------------- | ------------------ |
| 黽            | 黾                 |

- Примечание: Ваш браузер может отображать иероглифы неправильно.

## Примеры иероглифов
| Доп. штрихи | Иероглифы   |
| ----------- | ----------- |
| 0           | 黽 (黾)     |
| 4           | 黿          |
| 5           | 䵶 鼀 鼁 鼂 |
| 6           | 䵷 鼃 鼄    |
| 7           | 𪓪 𪓫       |
| 8           | 鼅          |
| 9           | 䵸          |
| 10          | 鼆          |
| 11          | 鼇 鼈 䵹    |
| 12          | 鼉 (鼍)     |
| 13          | 鼊          |

- Примечание: Ваш браузер может отображать иероглифы неправильно.